# Tomoko Maruo
Tomoko Maruo (丸尾 知子, Maruo Tomoko), née le 22 juin 1966 à Yokohama, est une seiyū. Elle travaille pour Aoni Production.

## Rôles

### Séries télévisées d'animation
- Dragon Ball Z (Hatch)
- Mooretsu Atarou (Atarou)
- Kid vs. Kat (Millie Burtonburger)

### OVA
- Ariel (Nami)
- Ariel Deluxe (Yuki Nishijima)
- Birdy the Mighty (Hazumi Senkawa)
- Ellcia (Shin Shin)
- Karura Mau (Kayoko)
- Mobile Suit Gundam 0080 : War in the Pocket (Chay)
- Shamanic Princess (Apoline)
- Ushio & Tora (Tatsuya)

### Films d'animation
- Dragon Ball Z : Les Mercenaires de l'espace : Zangya
- Max et Compagnie: le film (Horikoshi)
- Mobile Suit Gundam : Char contre-attaque (Anna)
- Sailor Moon : les Fleurs maléfiques (Fiore, enfant)

### Jeux vidéo
- Dragon Ball Z: Budokai Tenkaichi 2 (Zangya)